# Восстание в Чечне (1932)
Восстание в Чечне 1932 года — вспыхнувшее в начале 1932 года в связи с коллективизацией в Чечне масштабное восстание, в котором приняли участие и значительная часть русского населения надтеречных казачьих станиц.

## Ход восстания
В начале марта в с. Беной повстанцы провели совещание, на котором приняли решение начать 23 марта вооружённое восстание. Руководил восставшими выходец из села Шуани Моца Шуанинский.
Восставшие планировали захватить промыслы Стерч-Керч, станцию Гудермес и в дальнейшем действовать по обстановке. Но местному ГПУ через своих осведомителей удалось спровоцировать преждевременное восстание, которое было жестоко подавлено. Всего по этому делу было арестовано до 3 тысяч человек.
Восставшие чеченцы наделили Моцу Шуанинского титулом имама и двинулись через Шуани в сторону Беноя. Войска ОГПУ пытались самостоятельно подавить восставших, но, встретив серьёзное сопротивление, были вынуждены обратиться за помощью к Красной Армии. Восстание было подавлено в марте 1932 года, при этом целые аулы были депортированы за пределы Северного Кавказа.
Восстание подавляла 28-я горнострелковая дивизия, начальником штаба которой в это время был Николай Ватутин.